# متنزه وادي الموت الوطني

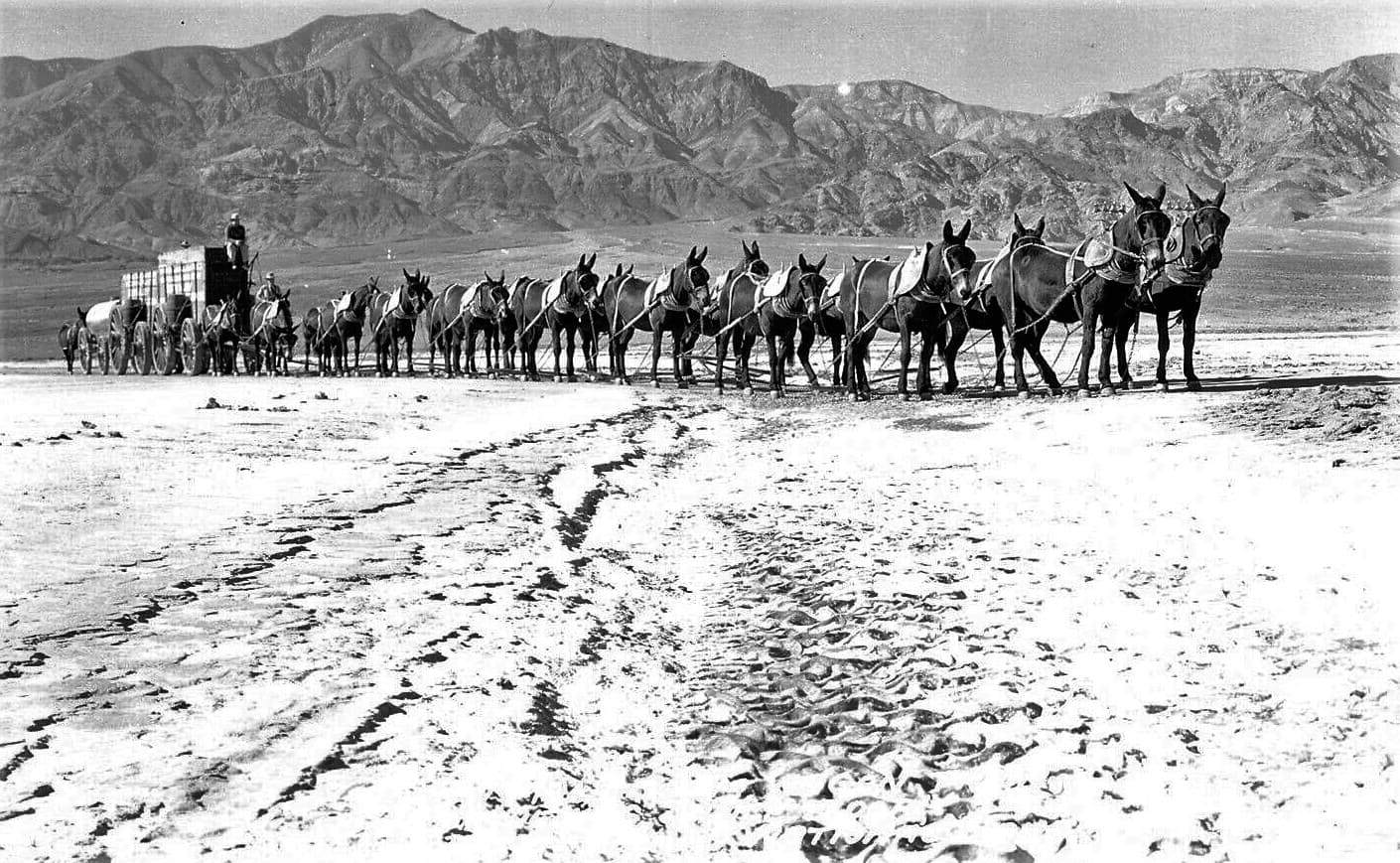
20 بغل في وادي الموت

متنزه وادي الموت الوطني (بالإنجليزية: Death Valley National Park)‏، متنزه وطني يقع شرق سلسلة جبال سييرا نيفادا في مقاطعة إنيو ومقاطعة سان بيرناردينو في كاليفورنيا الولايات المتحدة ويمتد إلى نيفادا. ويغطى المتنزه مساحة 13,518 كم2 (5,219 ميل2)، تشمل وادي الحوض المالح، واجزاء كبيرة من وادي بنامينت كلها تقريبا من وادي الموت. تم نصب التذكارى الوطني لوادى الموت في عام 1933، وضع المنطقة تحت الحماية الفدرالية في عام 1994. تعد من أكثر الأراضي الجافة انخفاضاً في نصف الكرة الأرضية الغربية، اد ينخفض 86 متراً عن سطح البحر.وادي الموت هو واحد من احر والأماكن الأكثر جفافا في أمريكا الشمالية، نظرا لعدم وجود المياه السطحيه.
يزور المتنزه الوطني سنويا أكثر من 77,0000 زائر بما يتمتع بمعالم جيولوجيه متنوعة، وحياة برية صحراويه، ومواقع تاريخية، ومشاهد واضحة في سماء الليل وعزله قصوى في البيئة الصحراويه.

## المناخ
يظهر الجدول التالي التغييرات المناخية على مدار السنة لمتنزه وادي الموت الوطني:
| البيانات المناخية لـمتنزه وادي الموت الوطني  | البيانات المناخية لـمتنزه وادي الموت الوطني | البيانات المناخية لـمتنزه وادي الموت الوطني | البيانات المناخية لـمتنزه وادي الموت الوطني | البيانات المناخية لـمتنزه وادي الموت الوطني | البيانات المناخية لـمتنزه وادي الموت الوطني | البيانات المناخية لـمتنزه وادي الموت الوطني | البيانات المناخية لـمتنزه وادي الموت الوطني | البيانات المناخية لـمتنزه وادي الموت الوطني | البيانات المناخية لـمتنزه وادي الموت الوطني | البيانات المناخية لـمتنزه وادي الموت الوطني | البيانات المناخية لـمتنزه وادي الموت الوطني | البيانات المناخية لـمتنزه وادي الموت الوطني | البيانات المناخية لـمتنزه وادي الموت الوطني |
| الشهر                                        | يناير                                       | فبراير                                      | مارس                                        | أبريل                                       | مايو                                        | يونيو                                       | يوليو                                       | أغسطس                                       | سبتمبر                                      | أكتوبر                                      | نوفمبر                                      | ديسمبر                                      | المعدل السنوي                               |
| -------------------------------------------- | ------------------------------------------- | ------------------------------------------- | ------------------------------------------- | ------------------------------------------- | ------------------------------------------- | ------------------------------------------- | ------------------------------------------- | ------------------------------------------- | ------------------------------------------- | ------------------------------------------- | ------------------------------------------- | ------------------------------------------- | ------------------------------------------- |
| الدرجة القصوى °ف (°م)                        | 88 (31)                                     | 97 (36)                                     | 102 (39)                                    | 113 (45)                                    | 122 (50)                                    | 128 (53)                                    | 134 (57)                                    | 127 (53)                                    | 123 (51)                                    | 113 (45)                                    | 98 (37)                                     | 88 (31)                                     | 134 (57)                                    |
| متوسط درجة الحرارة الكبرى °ف (°م)            | 66.9 (19.4)                                 | 73.3 (22.9)                                 | 82.1 (27.8)                                 | 90.5 (32.5)                                 | 100.5 (38.1)                                | 109.9 (43.3)                                | 116.5 (46.9)                                | 114.7 (45.9)                                | 106.5 (41.4)                                | 92.8 (33.8)                                 | 77.1 (25.1)                                 | 65.2 (18.4)                                 | 91.4 (33.0)                                 |
| متوسط درجة الحرارة الصغرى °ف (°م)            | 40.0 (4.4)                                  | 46.3 (7.9)                                  | 54.8 (12.7)                                 | 62.1 (16.7)                                 | 72.7 (22.6)                                 | 81.2 (27.3)                                 | 88.0 (31.1)                                 | 85.7 (29.8)                                 | 75.6 (24.2)                                 | 61.5 (16.4)                                 | 48.1 (8.9)                                  | 38.3 (3.5)                                  | 62.9 (17.2)                                 |
| أدنى درجة حرارة °ف (°م)                      | 15 (−9)                                     | 26 (−3)                                     | 26 (−3)                                     | 39 (4)                                      | 46 (8)                                      | 54 (12)                                     | 67 (19)                                     | 65 (18)                                     | 55 (13)                                     | 37 (3)                                      | 30 (−1)                                     | 22 (−6)                                     | 15 (−9)                                     |
| الهطول إنش (مم)                              | 0.39 (9.9)                                  | 0.51 (13)                                   | 0.30 (7.6)                                  | 0.12 (3.0)                                  | 0.03 (0.76)                                 | 0.05 (1.3)                                  | 0.07 (1.8)                                  | 0.13 (3.3)                                  | 0.21 (5.3)                                  | 0.07 (1.8)                                  | 0.18 (4.6)                                  | 0.30 (7.6)                                  | 2.36 (60)                                   |
| ساعات سطوع الشمس الشهرية                     | 217                                         | 226                                         | 279                                         | 330                                         | 372                                         | 390                                         | 403                                         | 372                                         | 330                                         | 310                                         | 210                                         | 186                                         | 3٬625                                       |
| المصدر #1: NOAA 1981–2010 US Climate Normals |                                             |                                             |                                             |                                             |                                             |                                             |                                             |                                             |                                             |                                             |                                             |                                             |                                             |
| المصدر #2: http://weather2travel.com         |                                             |                                             |                                             |                                             |                                             |                                             |                                             |                                             |                                             |                                             |                                             |                                             |                                             |